# Торамана
Торамана (Toramana; ок. начала VI в.) был правителем эфталитов (белых гуннов) в Индии.
О нём известно из Раджатарангини, монет и надписей. В надписи из Куры его имя упоминается как Раджадхираджа махараджа Торама Шахи Джаула. Надпись на каменном изваянии Варахи в Эране, датируемая первым годом его правления, указывает на то, что восточная Малава была включена в его владения. Работа Джайны VIII века, Кувалаямала, сообщает, что жил он в Павваийи на берегу реки Чинаб и наслаждался властью над миром. Серебряные монеты Тораманы очень схожи с серебряными монетами Гупты. Единственное различие на лицевой стороне в том, что голова царя повёрнута налево. Реверс монеты содержит раскрытый хвост павлина и надпись практически схожа, за исключением перемены на имя Торамана Дева.
Согласно надписи на Ристхальской плите, открытой в 1983 г., Аюликаранский царь Малавы Пракашадхарма разбил его в битве. Ему наследовал его сын Михиракула.
По словам Гарольда Уолтера Бэйли: «Такое имя, как Торамана и имя его сына Михиракула, интерпретируемые северноиранскими (а не западноиранскими), явно иранские».